# Manchuria Exterior

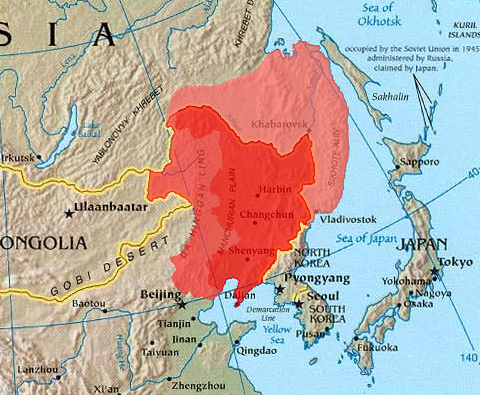
Manchuria exterior. Otras fuentes también consideran la isla de Sajalín parte de la «Manchuria rusa».
Región norte de Mongolia interior.
Manchuria interior.

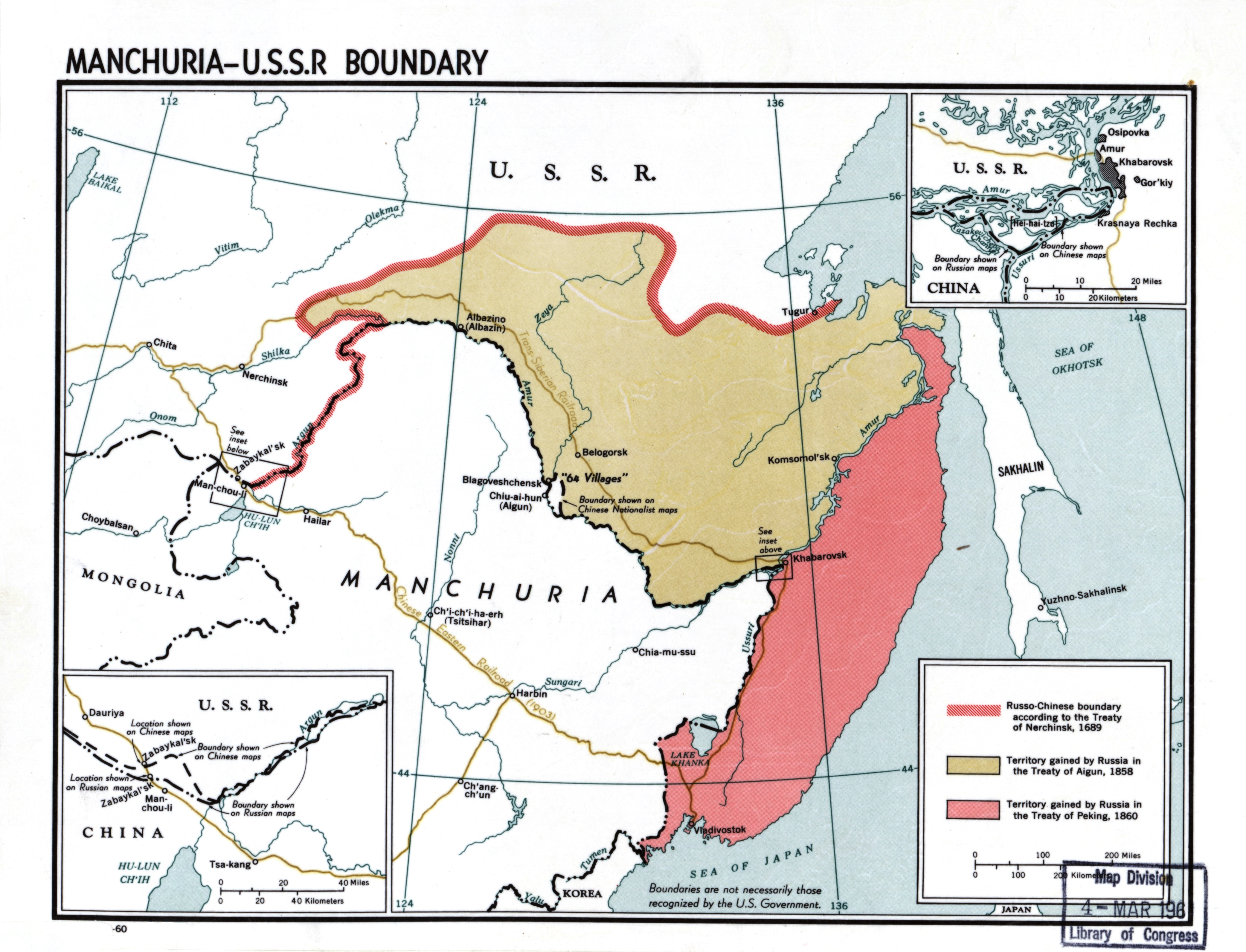
Mapa de Manchuria rusa

Manchuria exterior o Noreste externo de China (en chino: 外满洲 o 外东北; en ruso: Приаму́рье o Priamurie) es la denominación no oficial de un territorio en el noreste de Asia, que anteriormente formaba parte de la dinastía china Qing y ahora pertenece a Rusia. Se considera parte de la región histórica más grande conocida como «Manchuria» que también se incluye, a día de hoy, en el noreste de China. Rusia recibió oficialmente este territorio por los tratados desiguales del Tratado de Aigun en 1858 y el Tratado de Pekín en 1860, por lo que la zona también es conocida como «Manchuria Rusa». La parte norte de la zona también fue objeto de controversia entre 1643 y 1689.
Manchuria exterior comprende las zonas rusas actuales del Krai de Primorie, en el sur de Jabárovsk, el Óblast autónomo judío y el Óblast de Amur. Un reclamo chino añade la isla de Sajalín. En la actualidad, la República Popular de China no tiene derecho al territorio.
El Tratado de Nérchinsk, en 1689, define la frontera entre China y Rusia en las Montañas Stanovói y el río Argun, haciendo de Manchuria exterior una parte de la dinastía Qing de China. Después de perder las guerras del opio, la dinastía Qing fue obligada a firmar una serie de tratados que les hicieron perder tierra y puertos ante las potencias europeas. Estos eran conocidos como los tratados desiguales. Comenzando con el Tratado de Aigun en 1858 y el Tratado de Pekín en 1860, la frontera entre China y Rusia fue reajustado a favor de Rusia a lo largo de los ríos Amur y Ussuri. Como resultado, China perdió Manchuria exterior, así como el acceso al Mar de Japón.

## Lectura adicional
- Fletcher, Joseph. «Sino-Russian Relations, 1800-62: The loss of north-east Manchuria».  En Fairbank, John K, ed. The Cambridge History of China 10. Cambridge University Press. pp. 332-351.